# Atarba amabilis
Atarba amabilis är en tvåvingeart som beskrevs av Alexander 1928. Atarba amabilis ingår i släktet Atarba och familjen småharkrankar. Inga underarter finns listade i Catalogue of Life.